# Пиер Жокс
Пиер Жокс (на френски: Pierre Joxe) е френски политик от Социалистическата партия, министър на вътрешните работи във Франция между 19 юли 1984 г. и 20 март 1986 г., както и между 12 май 1988 и 29 януари 1991 г.